# 2011 MD
2011 MD est un objet géocroiseur, présumé être un astéroïde Apollon.
D'une taille estimée entre 10 et 45 m, il s'approche de la Terre à environ 12 000 km le 27 juin 2011.

## Caractéristiques
La taille de 2011 MD est estimée entre 10 et 45 m.

## Orbite
2011 MD aurait une orbite faiblement excentrique. Son aphélie serait de 1,09 UA et son périhélie de 1,01 UA

## Historique

### Découverte
2011 MD est découvert le 22 juin 2011 par les télescopes robotisés du Lincoln Near-Earth Asteroid Research (LINEAR) au Nouveau-Mexique.

### Approche terrestre
Le 27 juin 2011, vers 17:00 UTC, 2011 MD s'approche à environ 12 000 km de la Terre, soit 32 fois plus près que la Lune,,,. Son observation est possible quelques heures avant son approche minimale depuis l'Australie, le sud de l'Afrique et l'Amérique.

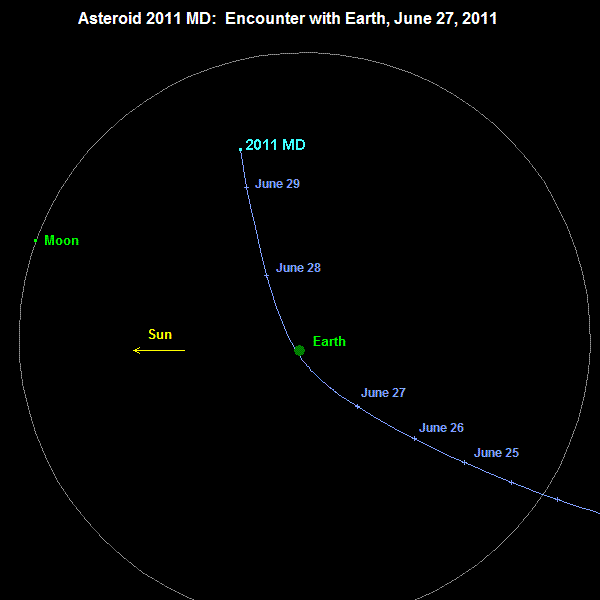
Trajectoire de 2011 MD projetée sur le plan orbital de la Terre.
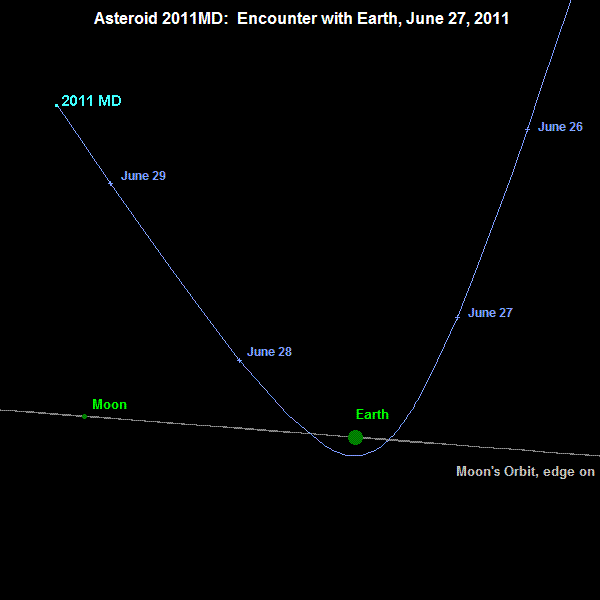
Trajectoire de 2011 MD vue depuis la direction générale du Soleil.